# SN 2001bb
SN 2001bb – supernowa typu Ic odkryta 29 kwietnia 2001 roku w galaktyce IC4319. W momencie odkrycia miała maksymalną jasność 16,50m.